# The Other Nefertiti
The Other Nefertiti ist eine institutionskritische Kunstaktion von Nora Al-Badri und Jan Nikolai Nelles aus dem Jahr 2015. Die Künstler scannten heimlich die Büste der Nofretete im Neuen Museum in Berlin und veröffentlichten die generierten Daten im Anschluss. Mit der Arbeit trugen sie zur Debatte um Besitzansprüche auf koloniales Kulturgut und die Deutungshoheit darüber bei.

## Projektbeschreibung

### Künstler
Nora Al-Badri ist eine Medienkünstlerin mit deutsch-irakischer Herkunft. Sie studierte Politikwissenschaft an der Goethe-Universität in Frankfurt am Main und Visuelle Kommunikation in Offenbach am Main. 2020 war sie die erste Artist in Residence am Laboratory for Experimental Museology (eM+) der École polytechnique fédérale de Lausanne in der Schweiz. Jan Nikolai Nelles ist ebenfalls Medienkünstler und für seine sogenannten „misbehaviour performances“ bekannt, in denen er Institutionen durch zivile Ungehorsamkeit zur kritischen Re-evaluation von kulturellen Ressourcen herausfordert. Seit 2009 kollaborieren die Künstler in verschiedenen Projekten.

### Kontext der Büse der Nofretete
Die Büste der Nofretete befindet sich im Neuen Museum der Staatlichen Museen zu Berlin – Stiftung Preußischer Kulturbesitz und zählt zu den am besten bewachten Kunstwerken der deutschen Hauptstadt. Das Museum widmet ihr einen eigenen Raum, in dem die Büste in einer Vitrine aus Panzerglas präsentiert wird. Im Gegensatz zu anderen Räumen darf im Nofretete-Raum nicht fotografiert werden. Nora Al-Badri und Jan Nikolai Nelles nennen diese Art der Präsentation „sacred staging“.
Nofretete war die Hauptgemahlin von König Echnaton der 18. Dynastie (Neues Reich) und eine der einflussreichsten Frauen Altägyptens. Die Büste der Nofretete entstand vor ca. 3400 Jahren in der ehemaligen Werkstatt des Bildhauers Thutmosis. Es handelt sich dabei um ein Bildhauermodell, das als Vorlage für weitere Büsten der Königin dienen sollte. 1912 wurde ihr Abbild vom ägyptischen Altertumsforscher Ludwig Borchardt (1863–1938) entdeckt. Dieser leitete im Auftrag des deutschen Kaisers Wilhelm II. Ausgrabungen der Deutschen Orient-Gesellschaft im antiken Stadtareal von Achetaton, die seitdem als archäologische Fundstätte unter dem Namen Tell el-Amarna bekannt ist. Borchardt teilte die zwischen 7000 und 10000 Fundstücke im Rahmen der Fundteilung auf. Er erstellte zwei gleichwertige Konvolute, was bis 1914 das Vorrecht der ausgrabenden Nation war. Der Mitarbeiter im Ägyptischen Museum in Kairo Gustave Lefebvre (1879–1957) wählte den Teil, der den wertvollen Klappaltar von Kairo enthielt. Die Büste der Nofretete befand sich in der anderen Hälfte des Fundes, womit sie im Januar 1913 nach Berlin gelangte. Zunächst wurde sie unter Ausschluss der Öffentlichkeit in den Privaträumen ihres Besitzers, dem Mäzen James Simon (1851–1932) aufbewahrt. Dieser hatte die Expedition in Tell el-Armana mitfinanziert. 1920 schenkte er die Objekte aus der Amarna-Grabung dem Freistaat Preußen. Die Büste wurde 1924 auf der Berliner Museumsinsel erstmals der Öffentlichkeit präsentiert.
Seit der ersten öffentlichen Präsentation wurde die Rückgabe der Büste von Seiten Ägyptens mehrfach gefordert. Das Hauptargument beruht auf Aufzeichnungen Borchardts aus dem Jahr 1918: Lefebvre war auf Papyri und Inschriften spezialisiert und habe deswegen den Wert der Büste nicht erkannt. Außerdem führte Borchardt das Ergebnis der Fundteilung auf sein eigenes Verhandlungsgeschick zurück. Die Büste war als ein einfaches Gipsmodell deklariert, was Kritiker, wie den Ägyptologen Zahi Hawass als absichtlichen Täuschungsversuch bewerten. In seiner Position als Generalsekretär der ägyptischen Altertümerverwaltung forderte er 2011 die Büste der Nofretete zurück, was wiederum vom damaligen deutschen Kulturstaatsminister Bernd Neumann zurückgewiesen wurde. Der Präsident der Stiftung Preußischer Kulturbesitz Hermann Parzinger schloss zum 100. Jahrestags des Fundes der Büste die Restitution zum wiederholten Male aus: „Nofretete ist Teil des kulturellen Erbes der Menschheit. Eine Rückgabe einfach so aus Großmut halte ich grundsätzlich für nicht vertretbar“.

### Ablauf der Kunstaktion
Im August 2015 fertigten Nora Al-Badri und Jan Nikolai Nelles heimlich, ohne Genehmigung des Neuen Museums, einen 3D-Scan der Büste der Nofretete an. Das Museum hatte bereits 2008 einen hochaufgelösten 3D-Scan zur Archivierung, Konservierung und Forschung produziert, aber nie veröffentlicht. Das Zurückhalten von Daten ermöglicht Museen durch den Verkauf von Lizenzen, ein zusätzliches Einkommen zu generieren. Darüber hinaus bewahren Institutionen so die Interpretationshoheit über das Objekt und damit die Kontrolle über die Geschichte, die über das Objekt erzählt und verbreitet wird. Andere Museen, wie das Asian Art Museum in San Francisco, das Metropolitan Museum of Art (Met) oder das British Museum gehen offener mit ihren Daten um. In sogenannten Scanathons werden Besucher dazu aufgefordert, Exponate mit ihren Smartphones abzuscannen und gegebenenfalls einen 3D-Druck des Objekts herzustellen.
Al-Badri und Nelles nutzten ein unter einem Schal verstecktes Kinect-Gerät, um den Scan der Büste anzufertigen. Daraufhin veröffentlichten sie die Daten als Public Domain auf Deutschlands größter Hacker-Convention, dem Chaos Communication Congress, der jährlich vom Chaos Computer Club (CCC) ausgerichtet wird. Die Datei wurde in kürzester Zeit über 100.000-mal heruntergeladen.
In einem nächsten Schritt inszenierten die Künstler die symbolische Rückkehr der Büste an ihren Fundort. Dafür fertigten sie in Zusammenarbeit mit der ägyptischen Archäologin Dr. Monica Hanna ein YouTube-Video an, in dem der Fund einer weiteren Nofretete-Büste mithilfe einer 3D-gedruckten Kopie vorgetäuscht wurde. Das Video ist ein direkter Verweis auf den illegalen Antikenhandel. Die Videoplattform YouTube ist für die Antikenhändler ein wichtiger Umschlagplatz. Der illegale Handel mit archäologischen Kulturgütern ist hinter Drogen der weltweit zweitprofitabelste Schwarzmarkt.
Mit Unterstützung des Goethe-Instituts wurde ein 3D-Druck der Büste im November 2015 auf der OFF Biennale in Kairo ausgestellt. Damit war die Büste der Nofretete zum ersten Mal seit ihrer Entdeckung in Ägypten zu sehen. Die Künstler platzierten die Büste im Zentrum eines schwarzen Metallgerüsts, das direkt an die Vitrine der Nofretete im Neuen Museum in Berlin angelehnt war. Das demonstrative Weglassen des Panzerglases kennzeichnet die Kairoer Präsentation eindeutig als Gegenentwurf zum Berliner Vorbild.
Der letzte Schritt der Kunstaktion bestand in der Vergrabung der Büste in der Sahara als politischer Gegenakt zu ihrer Ausgrabung 1913. Die Vergrabung wurde ebenfalls in einem Video festgehalten.

### Der Werktitel
Der Titel The Other Nefertiti bezieht sich auf Edward Saids 1978 erschienenes Buch Orientalismus (engl. Orientalism). Darin beschreibt er, wie westliche Mächte ein fiktives Bild des Orients kreierten und instrumentalisierten, um imperiale Dominanz auszuüben. Der Orient wurde als das „Andere“ (Other) definiert, was aus westlicher Sicht Fehlerhaftigkeit, Barbarität und Wildheit implizierte. Das sogenannte Othering („Fremd-Machung“) des Orients hat den westlichen Mächten ermöglicht, sich selbst als das zivilisierte Gegenteil zu positionieren. Die Repräsentation des „Anderen“ – in diesem Fall die antike ägyptische Kultur repräsentiert durch das Neue Museum in Berlin – sei laut Nora Al-Badri und Jan Nikolai Nelles immer ein gewaltsamer Akt. Sie kritisieren, dass archäologische Objekte anderer Kulturen oft als Überreste ausgestorbener Zivilisationen präsentiert werden. Das ignoriere einerseits die politische Debatte über die Restitutionsansprüche auf die Büste und andererseits die individuellen Bezüge lebender Menschen zu dem weltbekannten Kulturgut. „We want to talk about living societies and how they relate today to those objects“.

### Philosophie der Kunstaktion
Mit The Other Nefertiti üben die Künstler Institutionskritik am Neuen Museum, aber auch Museen im Allgemeinen als alleinige Herrscher über Kulturgüter. Die Veröffentlichung der 3D-Daten war ein emanzipatorischer Akt, der den Besitz und die Zugänglichkeit zur Büste der Nofretete demokratisierte. Besaß zuvor ausschließlich das Neue Museum die Deutungshoheit über das Artefakt, kann jetzt jeder sich die Nofretete digital zu eigen machen und sogar mithilfe eines 3D-Druckers eine perfekte Kopie der Büste anfertigen. Die koloniale Vorstellung von Besitz wird durch ein Verständnis von Kulturgut als Besitz aller ersetzt. Das wurde erst durch die Transformation des materiellen Artefakts ins Digitale möglich. Die 3D-Daten dienen als Mittel, um die schwer- oder nicht-zugängliche Büste der Nofretete zu reaktivieren, indem sie der Öffentlichkeit zur Verfügung gestellt werden. Seit der Veröffentlichung der Daten wurden zahlreiche Iterationen des Kunstwerks auf Plattformen für 3D-Kunst, wie z. B. Sketchfab hochgeladen. Die Frage nach der Originalität des Objekts oder dem Schöpfer tritt dabei mehr und mehr in den Hintergrund. Stattdessen werden die Nutzer selbst zum Autor, indem sie die originale Form verfremden, verändern und erneuern.
Die Kunstaktion kann als eine neue Form der Restitution gelesen werden. Dabei geht es den Künstler in erster Linie um die demokratische Zugänglichmachung des Kunstwerks und weniger um die Frage nach den Besitzansprüchen von Nationalstaaten.

## Kontroverse
Kurz nach der Veröffentlichung der Daten wurde deren Echtheit in Frage gestellt. Experten kritisierten, dass die Erzeugung eines Scans von derart hoher Qualität und Detailgenauigkeit mit einer Kinect nicht möglich sei. Auf Nachfrage äußerte sich Al-Badri weder mit einer Bestätigung des Vorwurfs noch mit einem Dementi.
Vielleicht haben wir den Server gehackt oder einen mobilen 3D-Scanner benutzt, oder es war jemand vom Museum selbst, eine Putzkraft, vielleicht ist es aber auch eine Ente [...] All das wäre möglich, wer weiß. Wir werden jedenfalls nichts weiter verraten. [...] Und wir möchten nochmal betonen, dass wir die Statue tatsächlich gescannt haben – gleichzeitig sagen wir nicht, dass die anderen Möglichkeiten nicht auch zutreffen könnten.
Das Wichtige sei nicht, die Authentizität des 3D-Scans, so Nelles, sondern, dass die Kunstaktion eine Debatte über die Besitzansprüche an der Büste losgetreten hat, die über den kleinen Kreis an Verantwortungsträgern hinausgeht. Nach einem über dreijährigen juristischen Prozess veröffentlichte der 3D-Künstler und Open-Access-Aktivist Cosmo Wenman die 3D-Daten der Stiftung Preußischer Kulturbesitz. Daraufhin stellte die Stiftung ihre Daten auch selbst unter der CC-NC-BY-SA-Lizenz zum freien Download zur Verfügung.

## Ausstellungsverzeichnis
- Nora Al-Badri & Jan Nikolai Nelles: The Other Nefertiti, Aksioma | Project Space, Ljubljana, Slowenien, 04.10.2017 – 14.11.2017
- Networking the Unseen, Villa Merkel, Esslingen, Deutschland, 21.12.2017 – 04.03.2018
- Fake, Science Gallery Dublin, Irland, 01.03.2018 – 03.06.2018